# Poul Nørlund
Pour les articles homonymes, voir Nørlund.
Poul Nørlund, né le 4 novembre 1888 à Slagelse et mort le 26 mai 1951 à Hellebæk, est un historien et archéologue médiéval danois. 
De 1938 à 1951, il est directeur du Musée national du Danemark.

## Biographie
Poul Nørlund est le fils d'un pharmacien, Alfred Christian Nørlund (1850-1925) et de son épouse Emma Ottine Sophie, née Holm (1862-1926). Après avoir été diplômé de la Sorø Akademi, il étudie à l'Université de Copenhague à partir de 1906 et obtient sa maîtrise en histoire en 1912. Il obtient son doctorat en 1920 avec la thèse « Det romerske slavesamfund under affikling, en analyse af underklasses retskår i oldtidens slutning » sur la société esclavagiste romaine à la fin de l'Antiquité. Cependant, ses intérêts sont déjà largement diversifiés au cours de ses études et Nørlund est l'un des membres fondateurs en 1911 de la Danske Sprogog Litteraturselskab (« Société danoise de langue et de littérature »). De 1913 à 1919, il publie les mémoires de Philippe de Commynes, traduites par Hans Mogensen (1524-1595).
À partir de 1912, il est associé au Musée national du Danemark et après un voyage d'études à Vienne en 1913-1914, il devient sous-inspecteur du département historique en 1917. En 1933, il est nommé inspecteur et de 1938 jusqu'à sa mort, est directeur du musée. En 1921, on lui confie la direction de l'expédition archéologique qui enquête sur la colonie vieux norrois de Herjolfsnæs au Groenland. Il découvre une grande quantité de vêtements bien conservés de l'époque viking. Il poursuit ces fouilles au cours des années suivantes avec, notamment, le soutien de Johan Petersen. En 1926, il devient membre de la nouvelle Commission pour l'investigation scientifique du Groenland. La même année, il fouille complètement le siège épiscopal groenlandais de Garðar et, en 1932, la ville de Brattahlíð, dans le sud du Groenland, avec la plus ancienne église du Groenland datant de l'époque d'Erik le Rouge. L'une de ses recherches archéologiques les plus importantes est la fouille du château viking de Trelleborg près de Slagelse de 1934 à 1942.
Un autre axe de ses recherches est l'histoire de l'art de la Scandinavie au Moyen Âge, comme les retables de l'époque de Valdemar le Grand ou les fresques romanes du Danemark. Avec Ellen Jørgensen, il édite les manuscrits enluminés grecs et latins des collections danoises. Il a également orienté ses recherches vers les costumes et vêtements de l'Antiquité au Moyen Âge.